# County Durham (Unitary Authority)
County Durham ist eine Unitary Authority in der Grafschaft Durham in England. Verwaltungssitz ist die Stadt Durham.
Die Unitary Authority County Durham wurde am 1. April 2009 aus dem Non-Metropolitan County Durham gebildet. Gleichzeitig wurden die sieben Districts Derwentside, Chester-le-Street, City of Durham, Easington, Sedgefield, Wear Valley sowie Teesdale aufgelöst und ihre Kompetenzen auf den Rat von County Durham (Durham County Council) übertragen. Seitdem besteht die zeremonielle Grafschaft Durham aus den Unitary Authorities County Durham, Hartlepool und Darlington sowie dem Gebiet der Unitary Authority Stockton-on-Tees, das nördlich des Tees liegt.

## Bedeutende Orte
- Barnard Castle
- Bishop Auckland
- Chester-le-Street
- Consett
- Durham
- Easington
- Ferryhill
- Lanchester
- Newton Aycliffe
- Peterlee
- Seaham
- Sedgefield
- Spennymoor
- Stanley
- Willington